# Raputia
Raputia, rod rutovki u tropskoj Južnoj Americi, svrstan u potporodicu Zanthoxyloideae.

## Vrste
1. Raputia amazonica (Huber) Kallunki
2. Raputia aromatica Aubl.
3. Raputia brevipedunculata Kallunki
4. Raputia codo-pozuzoensis Rob.Fernandez & Arteaga
5. Raputia hirsuta (Gereau) Kallunki
6. Raputia maroana (R.S.Cowan) Kallunki
7. Raputia megalantha Kallunki
8. Raputia neblinensis (R.S.Cowan) Kallunki
9. Raputia praetermissa Pirani & Kallunki
10. Raputia simulans Kallunki
11. Raputia szczerbanii (Steyerm.) Kallunki
12. Raputia ulei (K.Krause) Kallunki